# Ungesetzlicher Kombattant
Als ungesetzliche Kombattanten (auch ungesetzlicher, illegaler oder irregulärer Kombattant bzw. Kämpfer; engl. unlawful combatant, illegal combatant, unprivileged combatant) werden im internationalen Recht Personen bezeichnet, die ohne Kombattantenstatus an Feindseligkeiten teilnehmen. Für den Fall, dass sie in die Gewalt des Feindes fallen, ist ihr rechtlicher Status nicht in den Genfer Konventionen definiert und kriegsvölkerrechtlich umstritten. Die Unterscheidung von der Zivilbevölkerung ist im Einzelfall schwierig.

## Abgrenzung zu Zivilpersonen
Die Unterscheidung (ungesetzlicher) Kombattanten von der Zivilbevölkerung ist im Humanitären Völkerrecht bedeutsam.

### Genfer Abkommen über den Schutz von Zivilpersonen in Kriegszeiten
Das Genfer Abkommen über den Schutz von Zivilpersonen in Kriegszeiten unterscheidet für den internationalen und nicht-internationalen bewaffneten Konflikt zwischen sich gegenüberstehenden Streitkräften (international) bzw. Streitkräften und den ihnen als Gegner gegenüberstehenden organisierten bewaffneten Gruppen (nichtinternational) einerseits und Zivilpersonen andererseits. Während Zivilpersonen grundsätzlich nicht Ziel von Angriffen sein dürfen und diesen Schutz nur verlieren, sofern und solange sie unmittelbar an Feindseligkeiten teilnehmen, können im internationalen bewaffneten Konflikt die Angehörigen der gegnerischen Streitkräfte (Kombattanten) sowie im nichtinternationalen bewaffneten Konflikt die Mitglieder organisierter bewaffneter Gruppen, sofern sie dauerhaft eine kämpfende Funktion ausüben, als feindliche Kämpfer im Rahmen des Humanitären Völkerrechts gezielt bekämpft werden, was auch den Einsatz tödlich wirkender Gewalt einschließen kann.
Vorsätzliche Angriffe auf die Zivilbevölkerung als solche oder auf einzelne Zivilpersonen, die an den Feindseligkeiten nicht unmittelbar teilnehmen, stellen im Völkerstrafrecht gem. Art. 8 des Römischen Statuts des Internationalen Strafgerichtshofs ein Kriegsverbrechen dar.

### Genfer Abkommen über die Behandlung der Kriegsgefangenen
Zivilpersonen unterfallen nicht dem Genfer Abkommen über die Behandlung der Kriegsgefangenen. Sie dürfen nicht gefangen genommen werden, auch nicht als Geiseln.
Wenn Zweifel bestehen, ob eine Person, die eine kriegerische Handlung begangen hat und in die Hand des Feindes gefallen ist, Kriegsgefangener im Sinne des Art. 4 des Genfer Abkommens über die Behandlung der Kriegsgefangenen ist, genießt diese Person den Schutz des genannten Abkommens, bis ihre Rechtsstellung durch ein zuständiges Gericht festgestellt worden ist. Ob eine Person diese Voraussetzungen erfüllt, richtet sich nach den Umständen des Einzelfalls.
Gefangenen Personen, denen sowohl die Behandlung als Kriegsgefangene als auch der Schutz des Genfer Abkommens zum Schutz der Zivilbevölkerung in Kriegszeiten versagt wird, soll nach deutscher Rechtsauffassung gemäß Art. 75 des Zusatzprotokolls zu den Genfer Abkommen vom 12. August 1949 über den Schutz der Opfer internationaler bewaffneter Konflikte (ZP I) von 1977 ein Minimum an menschlicher Behandlung garantiert werden.

## Begriff und Anwendung im Recht der Vereinigten Staaten von Amerika

### Definition durch den Supreme Court 1942
1942 entschied der United States Supreme Court im Quirin-Fall:

“…the law of war draws a distinction between the armed forces and the peaceful populations of belligerent nations and also between those who are lawful and unlawful combatants. Lawful combatants are subject to capture and detention as prisoners of war by opposing military forces. Unlawful combatants are likewise subject to capture and detention, but in addition they are subject to trial and punishment by military tribunals for acts which render their belligerency unlawful. The spy who secretly and without uniform passes the military lines of a belligerent in time of war, seeking to gather military information and communicate it to the enemy, or an enemy combatant who without uniform comes secretly through the lines for the purpose of waging war by destruction of life or property, are familiar examples of belligerents who are generally deemed not to be entitled to the status of prisoners of war, but to be offenders against the law of war subject to trial and punishment by military tribunals.”

„…das Kriegrecht unterscheidet zwischen den Streitkräften und der friedlichen Bevölkerung von Konfliktparteien und genauso zwischen rechtmäßigen und unrechtmäßigen Kombattanten. Rechtmäßige Kombattanten unterliegen der Ergreifung und Internierung als Kriegsgefangene durch gegnerische Streitkräfte. Unrechtmäßige Kombattanten unterliegen genauso der Ergreifung und Internierung, jedoch unterliegen sie zusätzlich der Anklage und Bestrafung durch Militärtribunale für Taten, die ihre Kriegführung unrechtmäßig gemacht haben. Der Spion, der in Kriegszeiten geheim und ohne Uniform die Frontlinien einer Konfliktpartei passiert und versucht, militärisch bedeutsame Informationen zu gewinnen und sie dem Feind zu übermitteln, oder ein Kombattant des Feindes, der ohne Uniform und geheim die Frontlinien passiert, in der Absicht, Krieg durch die Zerstörung von Menschenleben oder Sachwerten zu führen, sind bekannte Beispiele von kriegführenden Personen, die nach allgemeiner Ansicht nicht dem Kriegsgefangenenstatus unterfallen, sondern als gegen das Kriegsrecht verstoßende Personen der Anklage und Bestrafung durch Militärtribunale unterliegen.“

### „Krieg gegen den Terror“

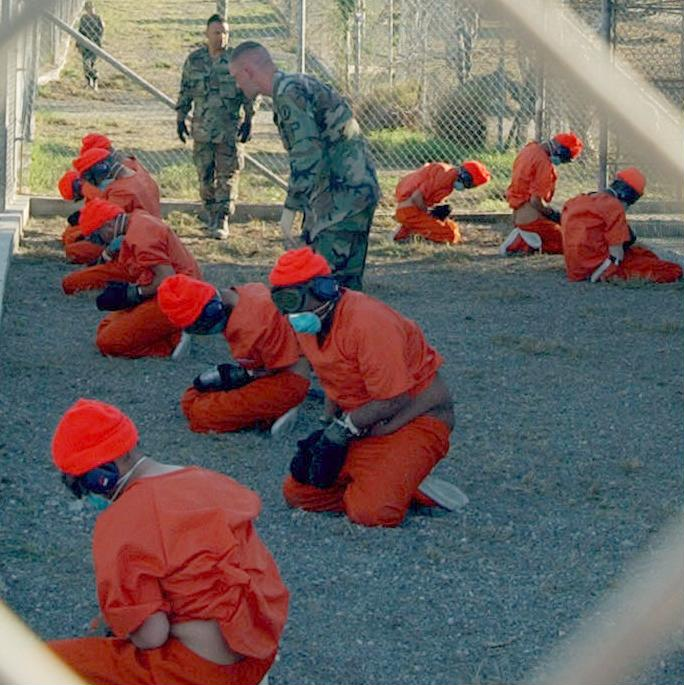
„Ungesetzliche Kombattanten“ im Camp X-Ray auf der Guantanamo Bay Naval Base, Januar 2002

US-Präsident George W. Bush unterschied im Krieg gegen den Terror, den er nach den Terroranschlägen am 11. September 2001  ausgerufen hatte, in einem Fact Sheet vom 7. Februar 2002 zum Status der Häftlinge im Gefangenenlager Guantanamao zwischen Angehörigen der Taliban und dem al-Qaida-Netzwerk. Während die Taliban teilweise als faktische staatliche Vertretung Afghanistans angesehen werden, stelle Al-Qaida ein weltweites nicht-staatliches Terrornetzwerk dar. Bereits aus diesem Grunde sei das III. Genfer Abkommen über Kriegsgefangene auf Kämpfer der Al-Qaida nicht anwendbar. Auch die Taliban hielten sich aber nicht an die völkerrechtlichen Regeln der Kriegführung und könnten daher ebenfalls nicht den Status von Kriegsgefangenen beanspruchen. Zugleich formulierte Bush politische Richtlinien für die Behandlung der Gefangenen, die sich an die III. Genfer Konvention anlehnten. Ausgeschlossen war aber der spezifische Rechtsschutz zur Überprüfung ihrer Rechtsstellung und der Zugang zu den amerikanischen Bundesgerichten.
Der Supreme Court verwarf die Nichtüberprüfbarkeit extraterritorialer Hoheitsakte und sprach den Inhaftierten das grundsätzliche Recht auf gerichtlichen Rechtsschutz zu. Die Inhaftierten konnten also Habeas-corpus-Klagen von US-Bundesgerichten erheben. Laut dem Übereinkommen mit Kuba vom Februar 1903 unterliege der US-Marinestützpunkt Guantanamo Bay der vollständigen und ausschließlichen Hoheitsgewalt und Kontrolle der USA. Ferner wird argumentiert, dass US-amerikanische Staatsbürger sehr wohl ihr Recht auf Haftprüfung geltend machen könnten, wenn sie in Guantánamo Bay gefangen gehalten würden. Da das Habeas-corpus-Gesetz nicht zwischen US-amerikanischen Staatsbürgern und Ausländern unterscheide, gelte das Gesetz ebenfalls für die in Guantánamo inhaftierten Ausländer. 2006 ist im Verfahren Hamdan gegen Rumsfeld eine weitere Grundsatzentscheidung zu den prozessual anzuwendenden Maßstäben ergangen.
Nachdem das Vorgehen der Bush-Regierung als verfassungswidrig eingestuft worden war, schuf sie als Reaktion eine neue gesetzliche Grundlage, den Military Commissions Act. Er trat am 17. Oktober 2006 in Kraft.
Der UN-Beobachter für Menschenrechte im Kampf gegen den Terrorismus Martin Scheinin kritisierte in seinem Bericht 2007 die Einstufung als Feindliche Kombattanten und forderte, diese entweder vor Gericht zu stellen oder freizulassen.
Von den zeitweise fast 800 Gefangenen waren im Januar 2009 noch ca. 245 Personen im Gefangenenlager Guantanamo inhaftiert, im Januar 2022 noch 39. Der letzte am 24. Juni 2022 noch in Guantánamo inhaftierte Afghane ist Mohammad Rahim.

## Andere Staaten

### Anwendung des Kriegsvölkerrechts
Die Feldhandbücher zahlreicher Staaten erklären, dass Zivilisten den Schutz der Genfer Konventionen und des I. und II. Zusatzprotokolls verlieren, sobald sie sich an bewaffneten Konflikten beteiligen. Sie gelten dann als unlawful combatants und dürfen nach Kriegsvölkerrecht bekämpft werden.

### Nationales Recht

#### Bundesrepublik Deutschland
Der Generalbundesanwalt beim Bundesgerichtshof stellte die Ermittlungen nach dem Luftangriff bei Kundus gegen die beschuldigten Bundeswehrangehörigen wegen des Verdachts der Tötung von Zivilpersonen (Strafbarkeit nach dem Völkerstrafgesetzbuch) gem. § 170 Abs. 2 StPO ein, weil sich deren Einlassung, sie hätten in der Überzeugung gehandelt, bei den Personen in der unmittelbaren Nähe der Tanklastwagen habe es sich um bewaffnete Aufständische gehandelt, nicht habe widerlegen lassen. Nach Ansicht des Bundesverfassungsgerichts war die Einstellung nicht verfassungswidrig. Auch der Europäische Gerichtshof für Menschenrechte (EGMR) entschied im Februar 2021, dass Deutschland den Luftangriff trotz Versäumnissen hinreichend ermittelt habe.

#### Israel
In Israel regelt das Internment of Unlawful Combatants Law die (präventive) Inhaftierung sog. ungesetzlicher Kombattanten im Nahostkonflikt. Es wurde in der Annahme eines internationalen bewaffneten Konflikts zwischen Israel und außerhalb des Staatsgebiets operierenden terroristischen Organisationen (Hisbollah und Hamas) durch den Obersten Gerichtshof auf seine Vereinbarkeit mit dem Basic Law: Human Dignity and Liberty geprüft. Bei grund- und völkerrechtsfreundlicher Auslegung der persönlichen Rechte auf Freiheit und Menschenwürde reiche für die Definition als ungesetzlicher Kombattant die Mitgliedschaft in einer terroristischen Vereinigung allein nicht aus. Vielmehr seien Art und Umfang der Beteiligung an einer terroristischen Organisation entscheidend. Der von dem Inhaftierten geleistete Beitrag zu den Kriegshandlungen müsse mehr als marginal sein. Seine Freilassung müsste die nationale Sicherheit gefährden.
Das System der Haager und Genfer Konventionen kenne nur Kombattanten und Zivilisten, keine ungesetzlichen Kämpfer. Der ungesetzliche Kombattant sei kein Kombattant im Sinne des Art. 43, 44 des 1. Zusatzprotokolls zu den Genfer Abkommen vom 12. August 1949, sondern Zivilist. Da er sich jedoch an Kampfhandlungen beteilige, dürfe er wie ein Kombattant bekämpft werden. Ihm komme aber weder der Schutz der III. noch der IV. Genfer Konvention zu, sondern er unterfalle dem nationalen Strafrecht.